# Ringborgska huset
Ringborgska huset är en byggnad i Norrköping, som ligger vid Carl Johans park i hörnet mot Bråddgatan.
Det uppfördes 1784 som bostadshus av Erik Julius Cederhielm, som från 1774 var chef för Östgöta kavalleriregemente och senare generalmajor.
Namnet på huset kommer från att huset inrymde den Ringborgska speditionsfirmans kontor under många år på 1900-talet.
Huset är byggt i gustaviansk stil av reveterat timmer med putsad fasad i två våningar. Det har brutet tak med valmade gavelspetsar. År 1914 gjordes en större ombyggnad efter ritningar av Isak Gustav Clason, varvid bland annat bottenvåningen inreddes till kontor, vindsvåningen inreddes och takkupor byggdes till. År 1919 tillbyggdes en flygel med en våning och inredd vind efter ritningar av Werner Northun. 
Huset blev byggnadsminne 1978.